# Derati
Derati is een bestuurslaag in het regentschap Rejang Lebong van de provincie Bengkulu, Indonesië. Derati telt 1076 inwoners (volkstelling 2010).